# Gastrotheca galeata
Gastrotheca galeata és una espècie de granota de la família del hemipràctids. Va ser descrit per Linda Trueb i William E. Cuellman el 1978. El nom específic galeata en llatí significa «cobert de casc».
Ocupa boscs nebulosos, boscs secs de muntanya, pastures arbustives i zones lleugerament alterades. S'han trobat individus durant el dia a les escletxes entre troncs podrits i terra en pastures arbustives, i sota les pedres de prats, i de nit a les branques de la vegetació. El cap coossificat i les extremitats curtes i robustes, amb poca corretja entre els dits dels peus, suggereixen que aquesta espècie pot ser fossorial. Aquesta idea està corroborada per les limitades dades ecològiques; la majoria d'exemplars s'han trobat a terra o en escletxes. Es desconeix l'hàbitat de reproducció, encara que els ous es porten a l'esquena de la femella i es desenvolupen directament.
Viu a les cotes intermèdies de 1740 a 2130 m d'altitud als vessants occidentals de la serralada de Huancabamba, Departament de Piura, al Perú.